# Даябхага
«Даябха́га» (IAST: Dāyabhāga) — санскритский трактат XII века по индуистскому праву, базирующийся на «Яджнавалкья-смрити» и описывающий процедуры, связанные с наследством. Является главным трудом Джимутаваханы. В Бенгалии и Ассаме, вплоть до принятия соответствующих индийских законов в 1956 году, «Даябхага» была основным руководством, регулирующим законы наследства. В поздний средневековый период к «Даябхаге» было написано несколько комментариев.